# Mahendra Bir Bikram Shah Dev
Mahendra Bir Bikram Shah Dev (nep. महेन्द्र वीर विक्रम शाहदेव, ur. 11 czerwca 1920 w Katmandu, zm. 31 stycznia 1972 w Bharatpurze) – król Nepalu od 1955 do śmierci w 1972. Następca i syn króla Tribhuvana, poprzednik i ojciec króla Birendry.

## Odznaczenia
- Wielki Mistrz Orderu Nepal Pratap Bhaskara (Nepal)
- Wielki Mistrz Orderu Ojaswi Rajanya (Nepal)
- Wielki Mistrz Orderu Gwiazdy Nepalu
- Wielki Mistrz Orderu Demokracji (Nepal)
- Wielki Mistrz Orderu Tri Shakti Patta (Nepal)
- Medal Pamiątkowy Srebrnego Jubileuszu Panowania Króla Tribhuvana (Nepal)
- Order Słonia (Dania)
- Łańcuch Orderu Białej Róży (1958, Finlandia)
- Krzyż Wielki Legii Honorowej (1956, Francja)
- Kawaler Krzyża Wielkiego Orderu Lwa Niderlandzkiego (1967, Holandia)
- Order Pahlawiego I klasy (1960, Iran)
- Medal Pamiątkowy 2500-lecia Imperium Perskiego (1971, Iran)
- Order Chryzantemy (1960, Japonia)
- Krzyż Wielki Orderu Miliona Słoni i Białego Parasola (1970, Laos)
- Stopień Specjalny Krzyża Wielkiego Orderu Zasługi Republiki Federalnej Niemiec (1964, Niemcy)
- Order Pakistanu (Niszan-i-Pakistan, 1970, Pakistan)
- Królewski Łańcuch Wiktoriański (1961, Wielka Brytania)
- Wielki Łańcuch Orderu Sikatuny (Filipiny)